# Lucena (cratère)
Pour les articles homonymes, voir Lucena (homonymie).
Lucena est un cratère d'impact à la surface de Mercure. 
Le cratère a ainsi été nommé par l'Union astronomique internationale le 7 février 2025 en hommage à la peintre colombienne Clemencia Lucena (es) (1945-1983).
Son diamètre est de 52 km. Il se situe dans le Quadrangle de Michelangelo (quadrangle H-12) de Mercure.